# Listr
Listr je organokovová sloučenina (rezinát kovu).
Na podklad (sklo, keramiku, glazuru, kov) se nanáší malováním, stříkáním nebo máčením. Ředí se organickými rozpouštědly (ředidlo C6000, toluen apod.).
Po nanesení se vypaluje při teplotách 500 – 650 °C. Teplota výpalu záleží na druhu listru. Barevné listry se většinou vypalují při nižších teplotách (500 – 570 °C), „kovové“ listry (zlato, platina, bronz) vyžadují vyšší teplotu výpalu (570 – 650 °C). Výjimečně se vypaluji i na vyšší teploty (omezeno teplotní odolností podkladu). Při výpalu dochází ke shoření organické složky listru; kovová složka zoxiduje působením vzdušného kyslíku na oxid příslušného kovu. Při výpalu je nutné, aby v peci byla oxidační atmosféra.
Po výpalu zůstane na povrchu podkladu tenká vrstvička oxidu kovu, jejíž soudržnost s podkladem, barva a celkový vzhled mohou být ovlivněny chemickým složením podkladu (za vysoké teploty dochází k difúzi a následně k případné chemické reakci složek listru se složkami podkladu).
Při nedostatečném vypálení lze listr z podkladu snadno setřít pouhým prstem. Při přepálení listr „zmizí“, nebo nemá odpovídající barvu.